# Arup (Flugzeug)
Arup war die gemeinsame Bezeichnung für eine Flugzeugfamilie aus den 1930er Jahren, die eine Auslegung als schwanzlose Flugzeuge aufwies, wobei die Tragfläche jeweils einen halbkreisförmigen Grundriss besaß. Es wurden von der Arup Manufacturing Corporation insgesamt vier unterschiedliche Exemplare, der von Cloyd Snyder, einem in South Bend (Indiana) ansässigen amerikanischen Podologen entworfenen Maschinen hergestellt.

## Geschichte
Der ungewöhnliche Tragflächengrundriss der Snyder-Entwürfe geht zurück auf einen Vorfall im Jahr 1926, als er eine halbkreisförmige Schuheinlage aus Filz über seinen Schreibtisch warf und feststellte, dass diese im Flug einen deutlichen Auftrieb zeigte. Snyder stellte daraufhin systematische Untersuchungen an, inwieweit diese Form als Tragfläche für ein Flugzeug geeignet sein könnte. Er verwendete dazu kleine durch einen Gummimotor angetriebene sowie antriebslose Balsaholzmodelle mit einem halbkreisförmigen Tragflächengrundriss, die auch bei großen Anstellwinkeln eine gute Flugstabilität zeigten.
Snyders Ziel war die Entwicklung eines Flugzeugs mit einem Tragflügel von 100 ft. (30,5 m) Spannweite, 100 ft. Flächentiefe und einer Dicke von 15 ft. (5 m). In dem Nurflügler sollten die Passagiere innerhalb der Tragfläche untergebracht werden und durch die verglaste Vorderkante eine gute Sicht nach außen haben. Eine ähnliche Anordnung mit Passagiersitzen in der Flügelvorderkante besaß auch die 1929 erstmals geflogene Junkers G 38.

### Gleiter (nachträglich Arup S-1)
Nach der Beantragung einiger mit seinem Entwicklungsvorhaben zusammenhängenden Patente begann Snyder mit dem Bau größerer Modelle, die er auf das Dach seines Autos montierte und während der Fahrt beobachtete. Darüber hinaus benutzte er einen Windkanal an der University of Michigan. Für den Bau des ersten manntragenden Versuchsflugzeugs tat er sich zusammen mit dem Werklehrer der örtlichen Highschool, der mit seinen Schülern den Bau übernahm, während Snyder selbst die Konstruktion und die Beschaffung des Materials übernahm. Im Frühjahr 1932 fanden unter Verwendung eines PKW als Zugfahrzeug die ersten Rollversuche und der erste unbeabsichtigte kurze Flug des Gleiters statt.
Da Snyder selbst kein Pilot war, führte in seinem Auftrag Glen Doolittle 40 Flüge durch, bevor der erste Flug vor einem größeren Publikum ins Auge gefasst wurde. Dies geschah am 12. Juni 1932, als einige Filmreporter den Gleiter in South Bend im Fluge aufnahmen.

### Motorisierter Gleiter
Die nächste Entwicklungsstufe war der Einbau eines Triebwerks in den Gleiter, mit dem Snyder Raoul Hoffman beauftragte. Der verwendete Henderson-Heath-Motor sollte 26 PS entwickeln, lieferte diese Leistung jedoch nur selten. Schon nach den ersten Flugversuchen war klar, dass die Maschine keinen großen Wurf darstellte. So konnten eine starke Druckpunktwanderung sowie unzumutbar große Ruderkräfte festgestellt werden. Man kam deshalb zu dem naheliegenden Schluss, eine vollständig neue Maschine zu entwickeln.

### Arup S-2
Zum Bau und zur Finanzierung des Vorhabens gründete Snyder die Aktiengesellschaft Monowing Corporation. Die Mittel waren jedoch bereits vor Ende der Konstruktionsarbeiten aufgebracht, und eine neue Gesellschaft sollte ins Leben gerufen werden. Als Name wurde die phonetische Zusammenziehung der Begriffe air und up zu Arup gewählt. Der Gleiter erhielt rückwirkend die Bezeichnung Arup No.1 oder auch S-1.
Die Arup No.2, in der Literatur überwiegend als S-2 oder auch S-35 bezeichnet, besaß einen schlanken Rumpf und ein konventionelles Seitenleitwerk, das die bisherige Konstruktion von zwei getrennten Leitwerken ersetzte. Hoffman, der die wesentlichen Konstruktionsarbeiten durchführte, wählte ein NACA M-6-Tragflächenprofil, um die Druckpunktwanderung zu begrenzen und nahm darüber hinaus eine umfassende Modifizierung der bisherigen Konstruktion vor. Die Rollstabilität konnte durch zwei an den Tragflächenenden angebrachte kleine Querruder verbessert werden. Der Pilot bestieg das Flugzeug über eine Falltür an der Unterseite. Der Antrieb bestand aus einem Continental A-40 mit 36 PS Leistung. Gemessen an der verfügbaren Leistung, war die Flugzeugmasse mit 780 lb (354 kg) relativ hoch. Die Tragfläche hatte eine Spannweite und Tiefe von jeweils 16 ft (5 m). Einschließlich der zusätzlichen Querruder betrug die Spannweite 19 ft (6 m). Die Höchstgeschwindigkeit lag bei etwa 97 mph. und die Landegeschwindigkeit bei 23 mph. Doolittle, der auch dieses Flugzeug erprobte, befand die Flugeigenschaften als gut.
Mitte 1933 suchte die Civil Aeronautics Authority (CAA) nach neuen Vorschlägen für ihr flivver-plane-Konzept eines kleinen und billigen Flugzeugs, nachdem die Ford Flivver nach einem Absturz nicht weiter verfolgt worden war. Die Geldgeber des Arup-Projekts entschieden, dass Snyder und Doolittle die Arup No.2 in Washington vorführen sollten. Über das Ergebnis ist wenig bekannt, jedoch konnte die No.2 Vertretern von US Army Air Forces, US Navy, CAA und NACA sogar im Flug über dem Washington Monument gezeigt werden.

### Arup S-3
Zurück in South Bend sollten die Arbeiten an einer zweisitzigen Version beginnen. Bedingt durch eine Krankheit von Raoul Hoffman, die eine Übersiedlung in das wärmere Florida nahelegte, zog dieser nach Saint Petersburg und baute dort im Auftrag von J. Leslie Younghusband eine eigene Maschine (Kennzeichen NX11573), die sehr ähnlich der Arup ausgelegt war. Es entstand ein zweisitziger Eindecker mit einem 85-PS-Cirrus-III-Motor. Auf Grund einer defekten Treibstoffleitung entstand bei einem Flug ein Brand, der zum Absturz der Maschine führte, bei dem Hoffman ums Leben kam.
Als Ersatz wurde Ralph Graichen als Konstrukteur engagiert, dieser hatte jedoch bezüglich der Auslegung der zukünftigen Maschine deutlich andere Vorstellungen als Snyder. Graichen konnte sich hierbei durchsetzen, da zusätzlich auch der Bau nach Indianapolis verlagert wurde, sank der Einfluss von Snyder auf den Bau der No.3 beträchtlich. Nach dem Transport nach South Bend unternahm Doolittle dort den Erstflug. Die Leistungen des Flugzeugs erwiesen sich jedoch insgesamt als enttäuschend für ein 85-PS-Flugzeug und es blieb bei diesem einen Flug. Als eines Nachts ein Brandanschlag auf die nicht versicherte Maschine verübt wurde, dem außerdem auch die Fertigungseinrichtungen zum Opfer fielen, war dies ein schwerer Rückschlag für die Firma.

### Arup S-4
Kurz danach erteilte ein Pilot aus Detroit einen Auftrag für einen neuen Entwurf, jedoch waren schon nach der Hälfte der Bauphase die bereitgestellten Mittel aufgebraucht. Bendix stellte danach das Fahrgestell und O’Brien Paints die Farbe zur Verfügung, sodass die Maschine noch fertiggestellt werden konnte. Da der ursprüngliche Auftraggeber insolvent wurde, sollte das Flugzeug anderweitig verkauft werden, was sich als schwierig erwies. Versuchsflüge wurden im Sommer 1935 durchgeführt, wobei das Flugverhalten und Leistungsvermögen als gut beurteilt wurde.
Die S-4 diente zum einen für Werbezwecke, indem die Tragflächenoberseite wie eine Plakatwand mit Werbesprüchen und politischen Slogans versehen wurde. Sie erschien jedoch auch bei Luftrennen und Flugschauen und demonstrierte ihre Kurzstart und -landeeigenschaften. Die damals herrschende Depression zwang jedoch das Unternehmen zur endgültigen Schließung und das Flugzeug wurde abgewrackt. Daten der S-4 sind nicht überliefert.

## Nachklang
Bei keinem der Flüge der vier Flugzeuge gab es Zwischenfälle oder Verletzungen der Piloten. Dr. Snyder ging nach der Insolvenz von Arup zu Goodyear, wo er sich kurz nach dem Zweiten Weltkrieg aus dem Berufsleben zurückzog. Er starb am 6. November 1971.

## Technische Daten
| Kenngröße             | Daten S-1                              | Daten S-2                           | Daten S-3                                                             |
| --------------------- | -------------------------------------- | ----------------------------------- | --------------------------------------------------------------------- |
| Besatzung             | 1                                      | 1                                   |                                                                       |
| Länge                 | 4,30 m                                 | 5,20 m                              | 5,33 m                                                                |
| Spannweite            | 6,10 m                                 | 5,80 m                              | 6,70 m                                                                |
| Flügelfläche          |                                        | 19,6 m²                             | 25,4 m²                                                               |
| Leermasse             |                                        | 354 kg                              |                                                                       |
| Höchstgeschwindigkeit |                                        | 156 km/h                            |                                                                       |
| Triebwerke            | 1 × Heath-Henderson B-4, 26 PS (19 kW) | 1 × Continental A-40, 36 PS (27 kW) | 1 × LeBlond 5DE, luftgekühlter Fünfzylinder-Sternmotor, 70 PS (52 kW) |